# 69286 von Liebig
69286 von Liebig è un asteroide della fascia principale. Scoperto nel 1990, presenta un'orbita caratterizzata da un semiasse maggiore pari a 2,6472262 UA e da un'eccentricità di 0,2084816, inclinata di 11,27447° rispetto all'eclittica.
L'asteroide è dedicato al chimico tedesco Justus von Liebig.